# Arya Diwaker
Arya Diwaker (en hindi, वही आर्य देवकर) es un templo hindú ubicado en el centro de la ciudad de Paramaribo, en Surinam. Fue abierto al público en 2001 y representa uno de los mandires más concurridos del país y del noreste de América del Sur.
El templo es propiedad del culto reformista hindú Arya Samaj que pertenece a la comunidad hindú surinamesa traída como semiesclavos desde las Indias Orientales Neerlandesas a la Guayana Neerlandesa entre 1710 y 1810; en el sitio del actual templo ya existía uno del mismo nombre que fue demolido en 1975. Se encuentra en el corazón del centro histórico de Paramaribo.

## Historia
La comunidad hindú estacionada en la colonia de la Guayana Neerlandesa, actual Surinam. La rama de Arya Samaj en la Guayana neerlandesa fue fundada el 29 de septiembre de 1929 por iniciativa de Mehtā Jaimīnīdes, una exilidada del Raj Británico; en 1930 la religión fue reconocida como una de las principales de la colonia sudamericana por parte del gobierno del Imperio neerlandés.
En 1936, la asociación construyó su primer mandir. Sin embargo, su inauguración se atrasó hasta 1947. La casa de culto construida en 1936 fue realizada según el patrón habitual de los templos hindúes del subcontinente indio. El viejo templo fue demolido en 1975 y ese mismo año se inició la construcción del templo actual, pero debido a la crisis financiera que azotó a la recién independizada República de Surinam entre 1980 y 1990, obligó que la construcción se paralice hasta los inicios del siglo XXI. El templo logró terminarse en la década del 2000 y fue inaugurado el 11 de febrero de 2001.

## Simbolismo
El templo no contiene imágenes o estatuas pues para el culto Arya Samaj la adoración a las ídolos está prohibida. Por el contrario en su interior hay formas de esvásticas que para el hinduismo representa la salvación divina, también se encuentran frases del Gāyatrī y de las leyes de Manu escritas en idiomas del sánscrito e hindi.

## Literatura
El escritor canadiense hace referencia al templo en su obra The Arya Dewaker Mandir en Paramaribo: Un templo hindú con un mensaje publicado en 2015.

## Galería

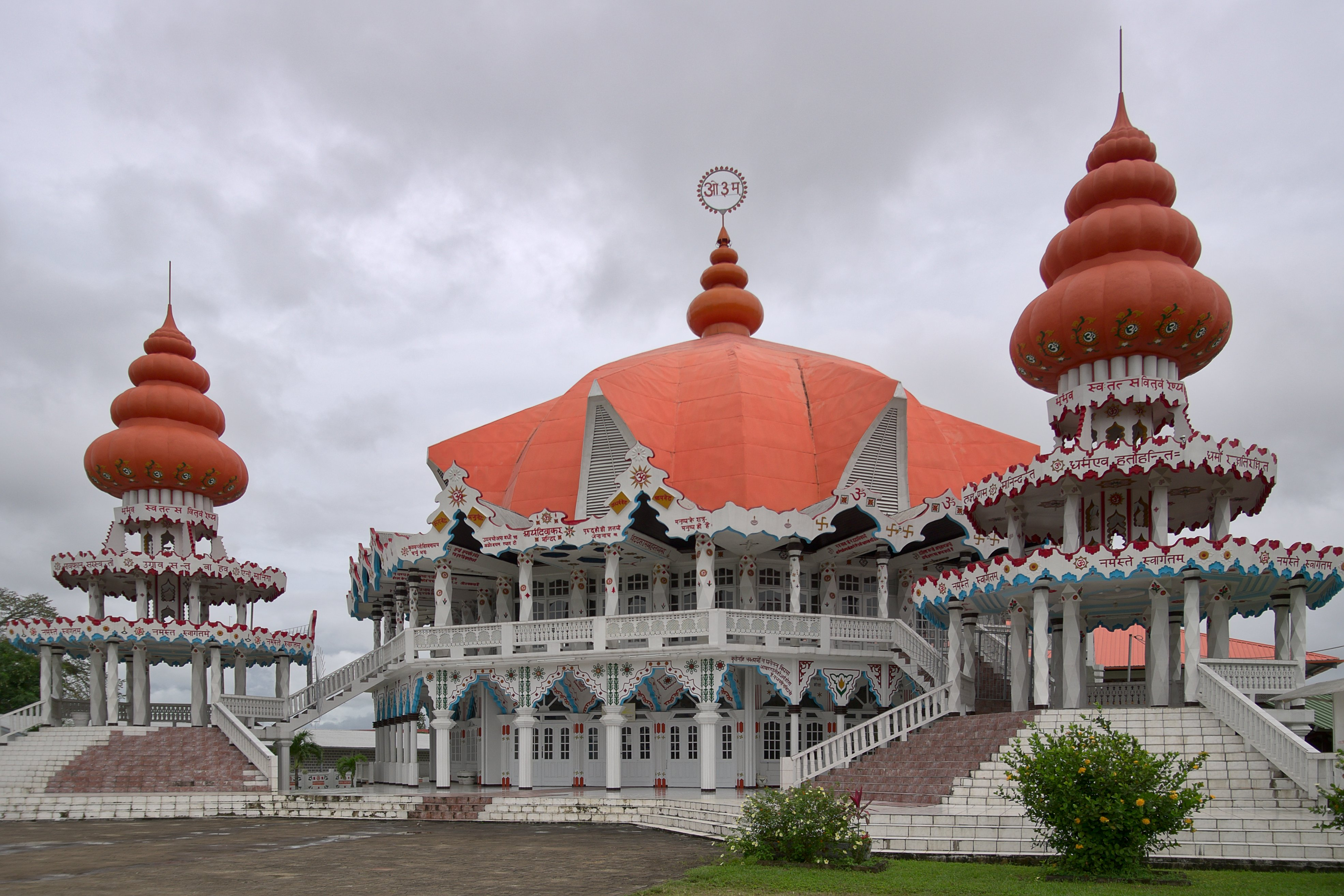
Afueras del templo.
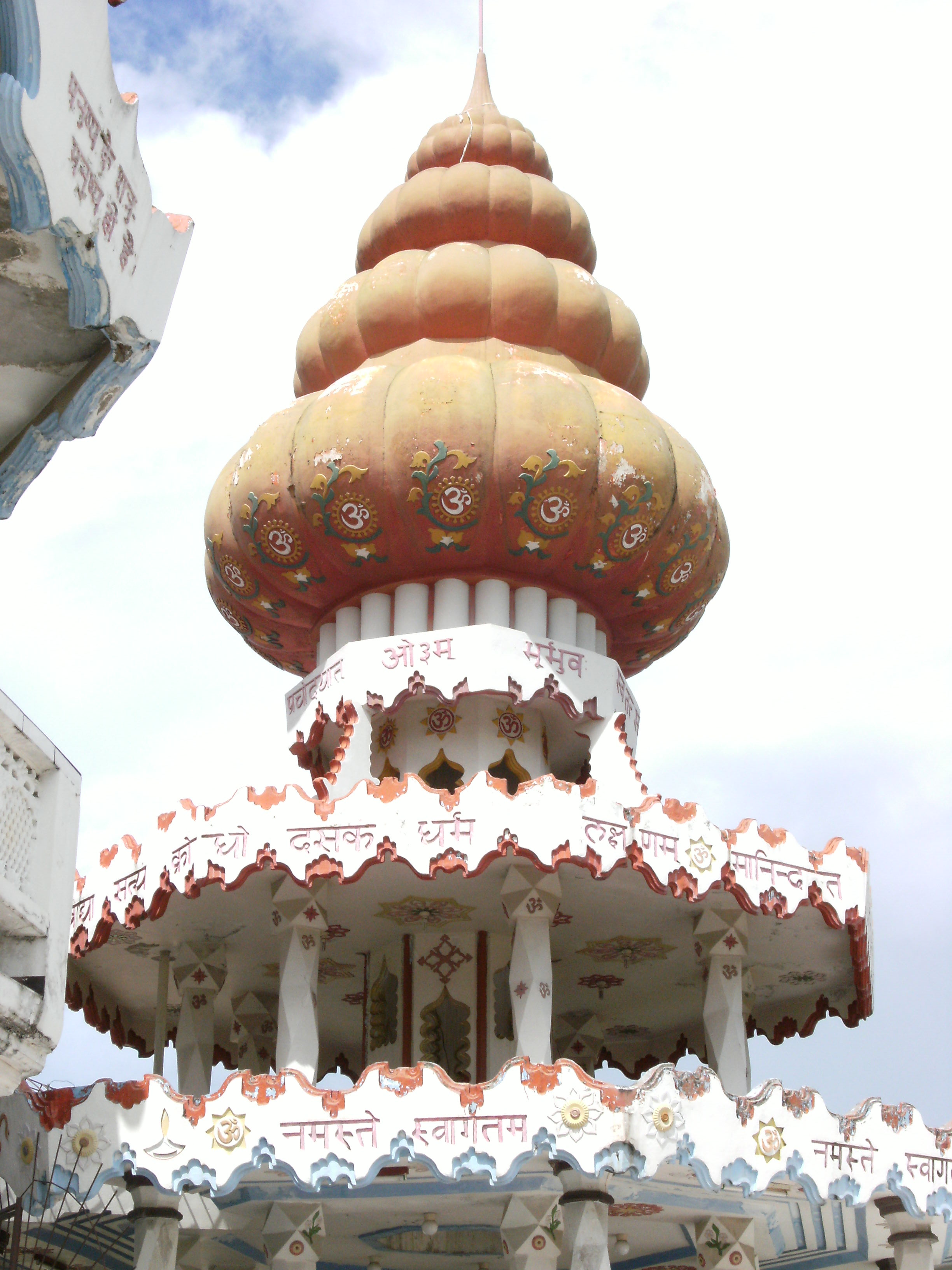
Una de las torres.
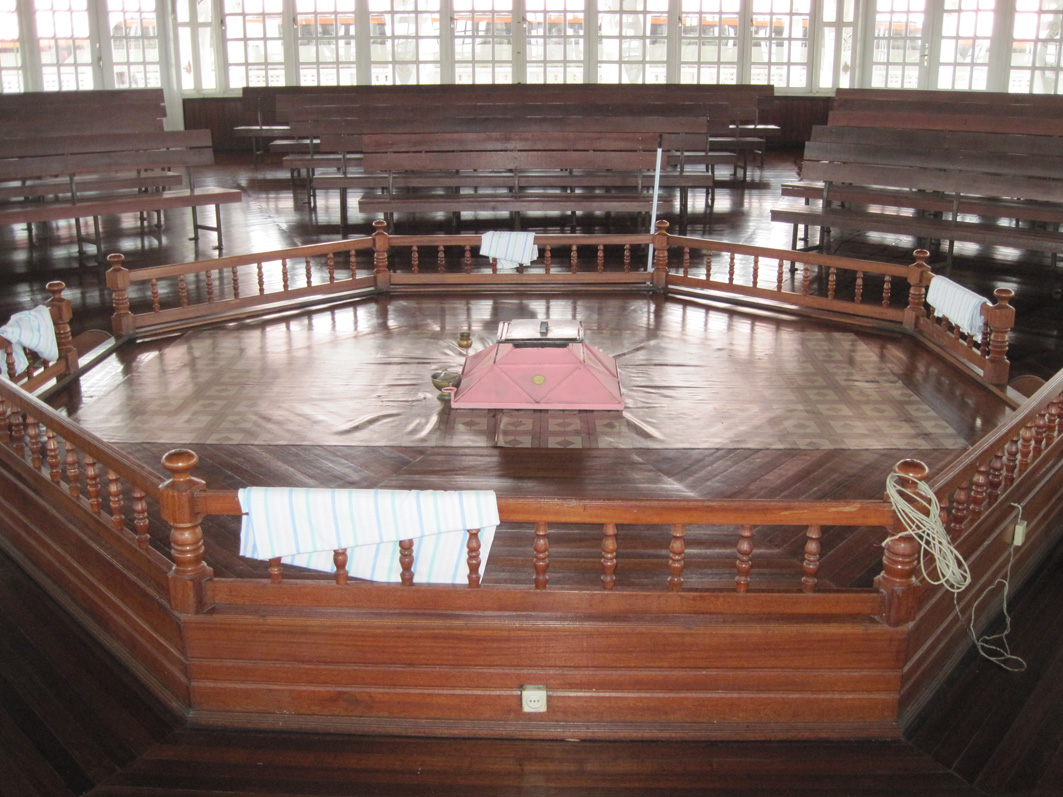
Interior del templo.
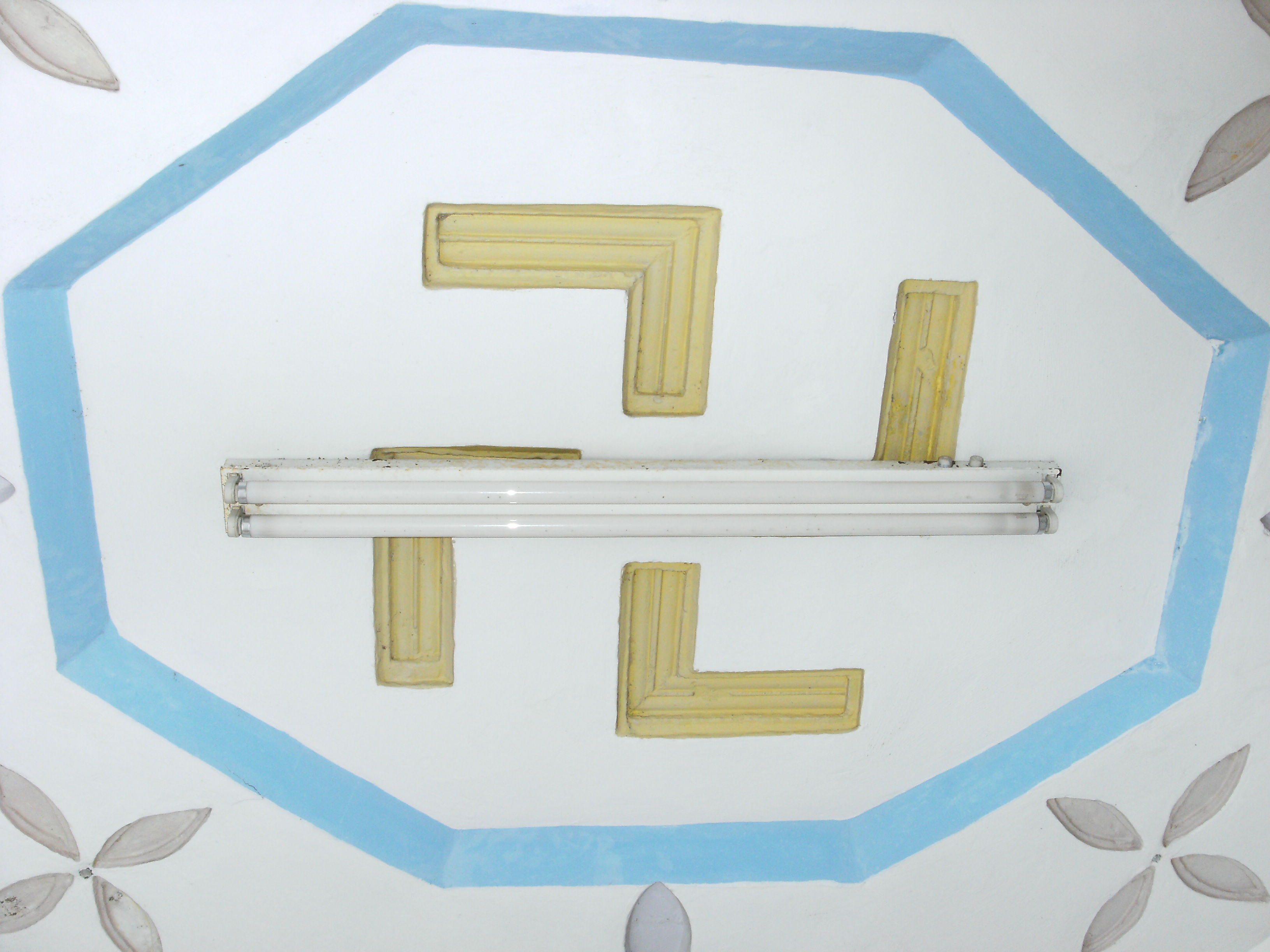
Esvástica.
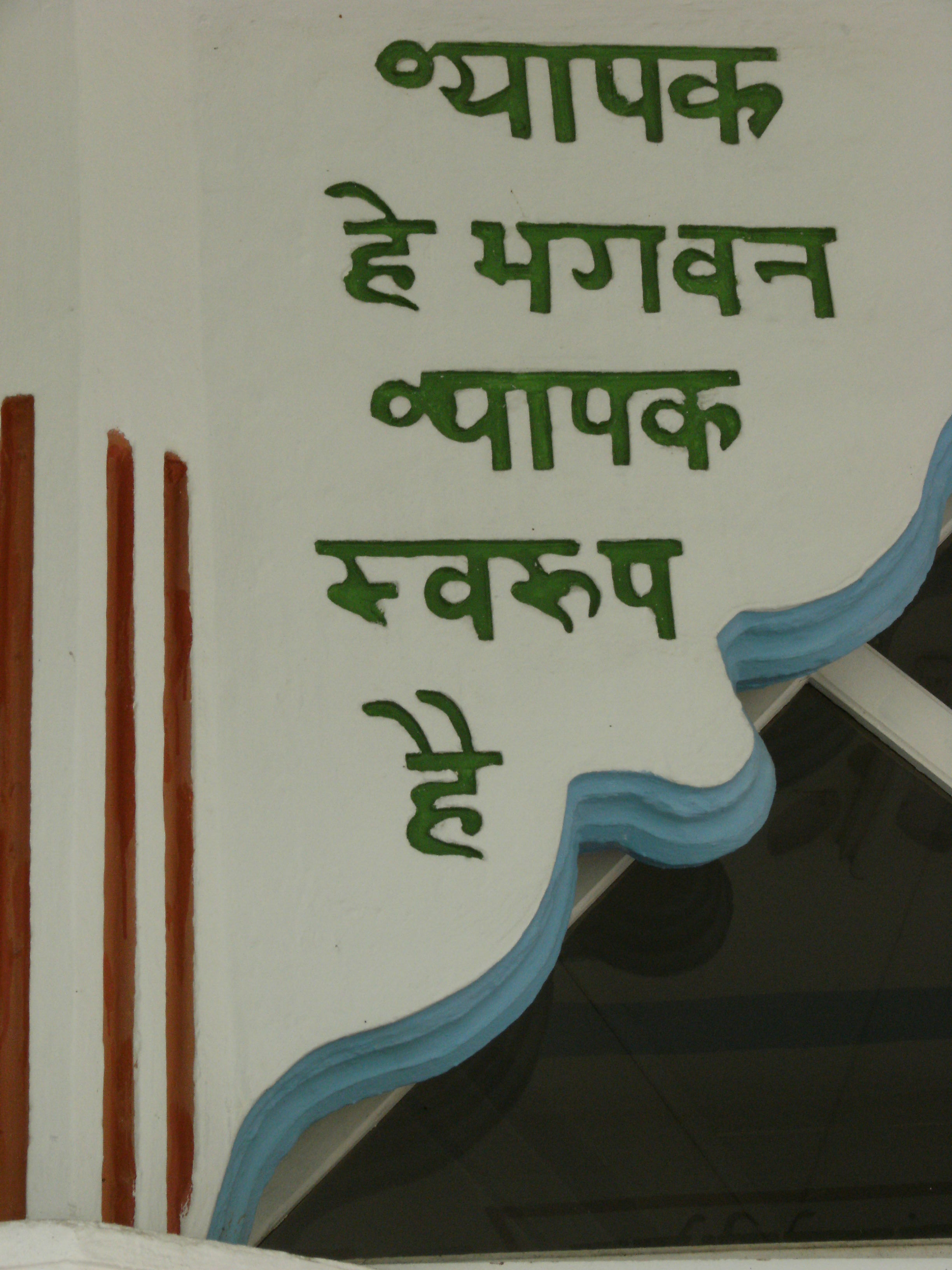
Letras en idioma hindi.
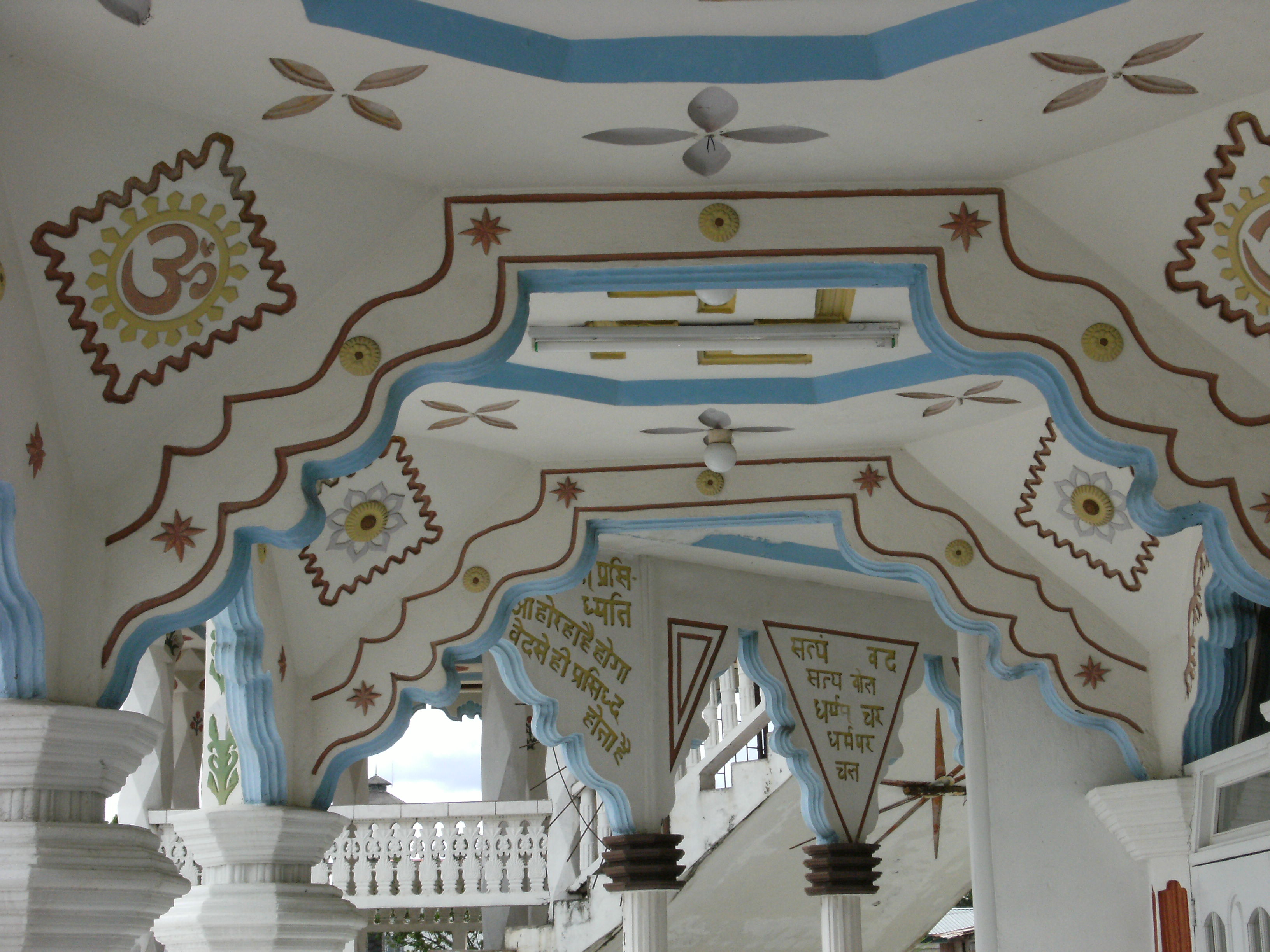
Interior decorado.
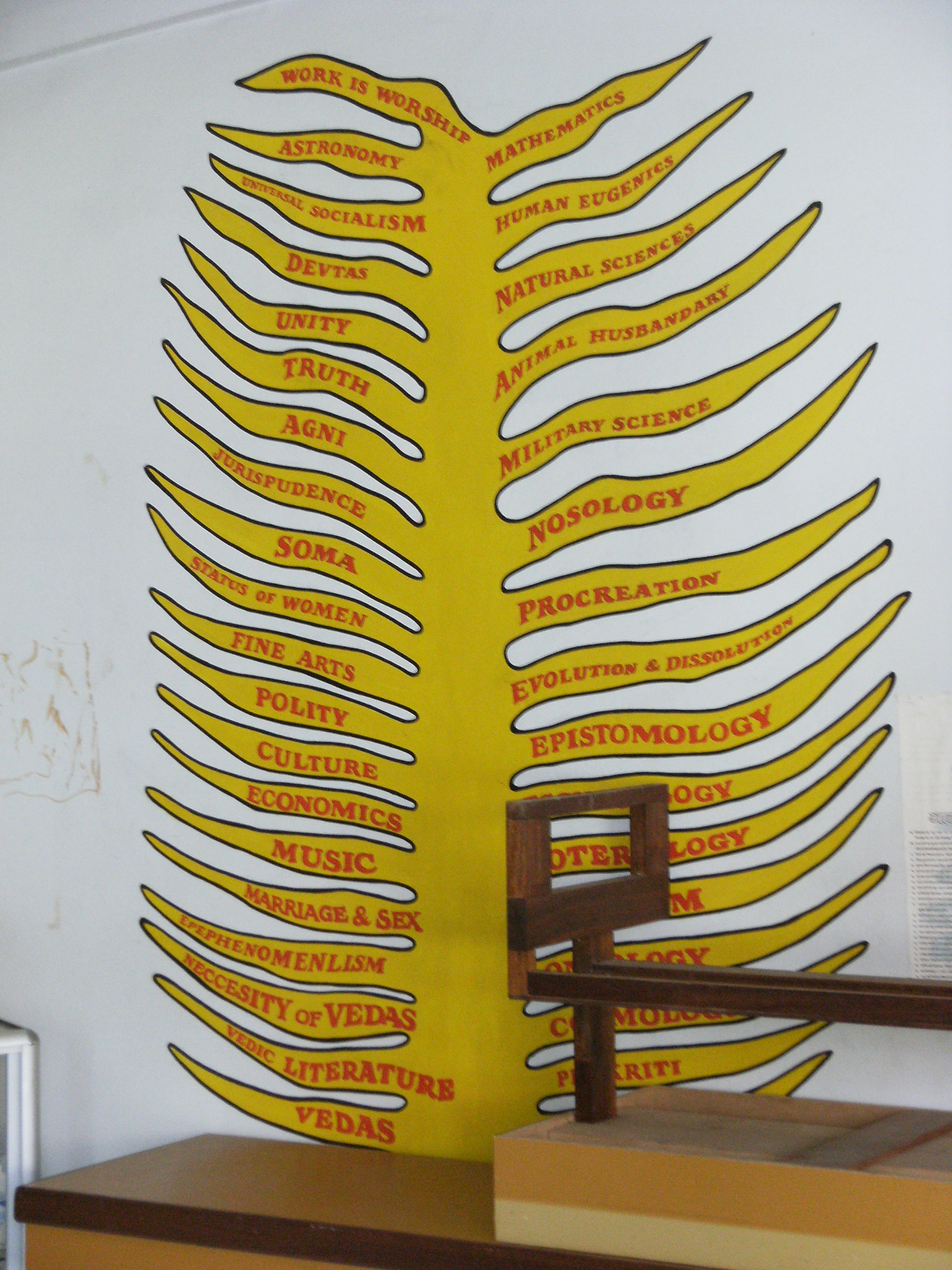
Decoración simbólica.